# 芹菜糖1-还原酶
芹菜糖1-还原酶（英語：apiose 1-reductase，EC 1.1.1.114 （页面存档备份，存于））也称为“洋芫荽糖1-还原酶”或“洋芹糖1-还原酶”，是一种以NAD+或NADP+为受体、作用于供体CH-OH基团上的氧化还原酶。这种酶能催化以下酶促反应：
D-芹菜糖 + NAD+ {\displaystyle \rightleftharpoons } 芹菜醇 + NADH + H+